# 限嗣繼承 (蘇格蘭)
在蘇格蘭法律中，限嗣繼承（發音/ˈteɪli/）是一種關於不動產繼承的封建概念，由《1685年限嗣繼承法令》（Entail Act 1685）以法例條文訂明。
蘇格蘭法律中的限嗣繼承（tailzie）與普通法中的限嗣繼承（fee tail）相類似。
該字原拼作tailȝie，字母ȝ（yogh）後簡化作z，在該字中不發聲。

## 外部連結
- Tuilyies, Fife Place-name Data （页面存档备份，存于）